# Inspecteur d'académie - inspecteur pédagogique régional
Pour les articles homonymes, voir IPR.
Les inspecteurs d'académie-inspecteurs pédagogiques régionaux (IA-IPR) sont en France des cadres supérieurs de l’Éducation nationale qui contribuent au pilotage du système éducatif dans les académies. Ils peuvent avoir une spécialité liée à une discipline d'enseignement ou être IA-IPR « établissements et vie scolaire ». 

## Histoire
Les inspecteurs pédagogiques régionaux ont été créés en 1964. Motivée d'abord par la nécessité d'inspecter les maîtres de l'enseignement privé dont la loi Debré prévoyait la rémunération par l'État, cette création a été mise à profit pour assurer l'inspection et l'évaluation des enseignants du second degré jusque-là confiée à l'Inspection générale de l'Éducation nationale. Cette fonction leur a été presque entièrement déléguée en 1989.

## Fonctions
En dehors de la fonction la plus connue d'inspection et de notation des enseignants du second degré, ils exercent diverses missions précisées par un texte ministériel :
- ils veillent à la mise en œuvre de la politique éducative dans les classes et les établissements scolaires ;
- ils évaluent les enseignants (lors des "rendez-vous de carrière") et les établissements ;
- ils contribuent à la gestion des  personnels enseignants et d'éducation et les conseillent. Ils peuvent concevoir, conduire ou évaluer le dispositif de formation continue de ces personnels ;
- à la demande du recteur, ils peuvent conseiller les chefs d’établissement ;
- ils participent aux travaux des groupes d’experts menés par l’inspection générale ou l’administration centrale du ministère pour l'élaboration des programmes, des sujets d'examens et des documents ressources ;
- ils exercent leurs fonctions en responsabilité seuls ou à plusieurs selon les disciplines ou spécialités. Leur nombre varie avec la taille de l'académie et l'effectif des enseignants dans une discipline donnée ;
- ils sont  placés sous l'autorité du recteur d'académie et en liaison avec les inspections générales de l'Éducation nationale.

## Recrutement
Les IA-IPR sont recrutés par concours, liste d’aptitude ou détachement. Peuvent se présenter au concours : les professeurs des universités de 2e classe, maîtres de conférences, maîtres-assistants de 1re classe, professeurs de chaire supérieure, professeurs agrégés, personnels de direction d'établissement d'enseignement  de classe normale et de hors classe, et inspecteurs de l’éducation nationale ; tous doivent avoir accompli, au 1er janvier de l’année du concours, cinq ans de services dans des fonctions d’enseignement, de formation, de direction, d’inspection ou d’encadrement. La majorité des admis est issue du corps des professeurs agrégés.

## Perspectives d'évolution
Les IA-IPR peuvent :
- accéder par détachement aux emplois d'inspecteur d'académie directeur académique adjoint (IA-DAASEN) et de directeur académique des services de l'Éducation nationale (IA-DASEN)[3] ;
- être détachés sur des emplois de vice-recteur dans une collectivité d’outre-mer ou de directeur de CRDP ;
- occuper des fonctions de conseiller technique de recteur (CSAIO, DAET, DAFCO) avec un régime indemnitaire particulier ;
- pour une dizaine d'entre eux en moyenne par an, être nommés à l'Inspection générale de l'Éducation nationale (IGEN).

## Culture populaire
Les IA-IPR sont des figures importantes de la carrière des enseignants du secondaire. Ils assurent en particulier l’inspection des enseignants. Cette dernière est appelée depuis 2018 rendez-vous de carrière et permet à des contingents d’enseignants prédéterminés un avancement de carrière plus rapide. Sans être généralement formés en sciences de l'éducation et de la formation, ces disciplines universitaires n'ayant pas la même légitimité dans le secondaire que l'agrégation, les IA-IPR coordonnent et évaluent aussi la formation pédagogique des personnels selon les disciplines. Leur fonction les amène à transmettre les attentes institutionnelles et à évaluer le travail des enseignants sur la base de leur dossier administratif, du témoignage de leur chef d’établissement et de l’observation d’une séquence d'enseignement suivie d'un entretien.
Ces différents aspects contribuent à créer une image contrastée dans les représentations des enseignants : ces derniers jugent l'inspection non exempte du risque d'arbitraire mais ils apprécient néanmoins d'être évalués essentiellement sur le fondement d'une observation en classe, par un cadre supérieur ayant une expérience reconnue dans l'enseignement de leur discipline. Les inspecteurs occupent ainsi une place symbolique importante dans les représentations liées au métier d’enseignant, en particulier en début de carrière du fait que leur avis peut empêcher une titularisation. Ils apparaissent de manière récurrente dans les récits d’expérience enseignante : l'accompagnement pédagogique est perçu comme une direction managériale, souvent arbitraire.
Si les inspections auraient, selon Éric Maurin, un effet positif sur la réussite des élèves, une synthèse d'études menées au Royaume-Uni et aux Pays-Bas pointe toutefois les dérives graves qu’elles peuvent induire : clientélisme, manipulation et maltraitance.